# 寧哈根湖

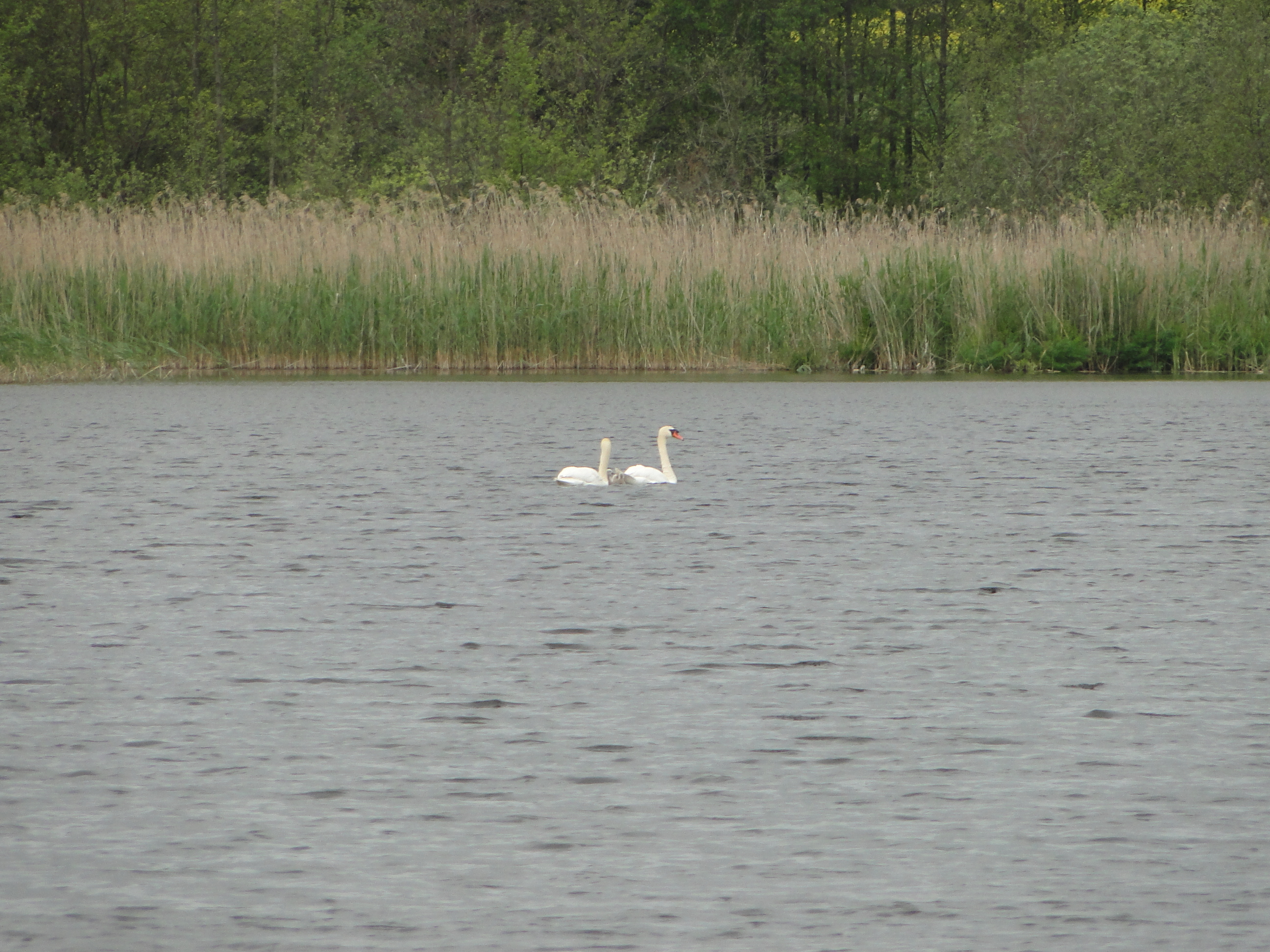

53°39′43″N 12°04′52″E / 53.662°N 12.081°E
寧哈根湖（德語：Nienhäger See），是德國的湖泊，位於該國東北部梅克倫堡-前波美拉尼亞州，由羅斯托克郡負責管轄，長1.3公里、寬1公里，面積0.1平方公里，海拔高度39米，平均水深1米，湖岸線長度1公里。